# (33342) 1998 WT24
(33342) 1998 WT24 — небольшой околоземный астероид из группы Атона, который принадлежит к яркому спектральному классу E. Из-за вытянутой орбиты в процессе своего движения вокруг Солнца пересекает орбиты сразу трёх планет: Меркурия, Венеры и Земли. Он был открыт 25 ноября 1998 года в рамках проекта Массачусетского технологического института LINEAR в обсерватории Сокорро. Он является одним из наиболее изученных объектов, потенциально опасных для Земли.

Орбита астероида 1998 WT24 и его положение в Солнечной системе

## Орбитальные характеристики

### Наименьший афелий
Астероид (33342) 1998 WT24 был открыт в рамках проекта LINEAR 25 ноября 1998 года спустя четыре месяца после тесного сближения с Меркурием (0,047 а. е.). На момент его открытия астрономы были заняты поиском астероидов группы Атиры, чьи орбиты всегда находились бы внутри орбиты Земли, поскольку все известные на тот момент околоземные астероиды с большой полуосью менее единицы так или иначе пересекали земную орбиту. Таким образом, (33342) 1998 WT24 стал астероидом с самым низким значением афелия (в 1998 году 1,019 а. е.) среди всех известных на тот момент АСЗ и по параметрам орбиты был ближе всех к астероидам группы Атиры. Впрочем это место он занимался не долго, ровно до тех пор пока в том же 1998 году не был обнаружен астероид, получивший временное обозначение 1998 XX2 (афелий 1,013 а. е.). Но первый астероид с афелием меньше единицы был обнаружен лишь в феврале 2000 года, им стал (163693) Атира, который и дал название всей группе.

### Зона влияния Венеры
Данный объект стал вторым астероидом, который чья орбита проходила достаточно близко от орбиты Венеры, из-за чего астероид автоматически попадал в зону действия гравитационных сил со стороны этой планеты. Он располагался во внутренней части этой зоны, в то время как астероид (99907) 1989 VA, обнаруженный ранее, проходил лишь на границе внешней. Подобные орбиты могут привести к тому, что в результате особо тесных сближений эти астероиды могут перейти на коорбитальные орбиты с Венерой, став, например, троянскими астероидами этой планеты или перейдя на подковообразную орбиту относительно планеты. В прочем, частые сближения астероида с Меркурием и Землёй вряд ли позволят Венере долгое время удерживать данное тело на резонансной орбите. Из шести известных на данный момент объектов, которые регулярно попадают в зону гравитационного влияния Венеры, лишь один, астероид 2002 VE68, находиться в коорбитальном движение с этой планетой.

### Тесное сближение
1998 WT24 является потенциально опасным для Земли астероидом. Это означает, что его орбита проходит достаточно близко к орбите Земли, чтобы представлять относительно высокую угрозу для нашей планеты. Столкновение с телом подобного размера вызовет на Земле катастрофу регионального масштаба.

Компьютерное изображение астероида (33342) 1998 WT24 по данным наблюдений в декабре 2001 года.

16 декабря 2001 года он стал первым околоземным астероидом, который наблюдался в момент тесного сближения с Землёй, когда он прошёл рядом с нею на расстоянии до 5 радиусов лунной орбиты. Это было далеко не самое тесное сближение астероида с Землёй, некоторые тела подходили ещё ближе до расстояния менее одного радиуса лунной орбиты, но то были относительно небольшие астероиды, не способные нанести Земле серьёзный ущерб. В 1969 году астероид 1999 RD32 тоже имел тесное сближение с Землёй, но на тот момент он ещё не был открыт и данное сближение осталось незамеченным. Позднее в 2004 году состоялось чуть более тесное сближение Земли с астероидом (4179) Таутатис, который прошёл на расстоянии 4 радиусов лунной орбиты, но был в несколько раз больше астероида 1998 WT24 (5,7 км) и потому представлял для Земли куда большую опасность. Значительные размеры позволили ему достичь 8,9 m звёздной величины, в то время как у 1998 WT24 яркость была лишь 9,5 m. Однако, сближение с Таутатисом происходило в полнолуние, что сильно осложняло наблюдения и не позволило достаточно хорошо изучить астероид, так что, несмотря на меньшие размеры и большее расстояние астероид 1998 WT24 оказался изучен несколько лучше.

### Сближения с внутренними планетами
В процессе своего движения вокруг Солнца астероид (33342) 1998 WT24 пересекает орбиты Венеры и Земли, а низкое значение угла наклона его орбиты к плоскости эклиптики увеличивает количество тесных сближений с этими планетами и, в конечном итоге, вероятность столкновения с одной из них. Так в моменты наиболее тесных сближений с планетами минимальные расстояния между ними и астероидом составляли: для Меркурия — 0,021 а. е., для Венеры — 0,0368 а. е., для Земли — 0,00989 а. е. Наиболее тесные сближения с Меркурием, Венерой и Землёй состоялись в 1998, 1977 и 2004 годах соответственно. Следующее такое тесное сближение с Землёй состоится в 2035 году. Подобные сближения астероида каждый раз приводят к небольшому изменению его орбиты, что вынуждает астрономов после каждого сближения вносить поправки в его орбитальные характеристики.
11 декабря 2015 года (33342) 1998 WT24 прошёл мимо Земли на расстоянии 4,2 млн км (в 11 раз больше расстояния от Земли до Луны) и вновь был исследован специалистами НАСА. При помощи 70-метровой антенны Сети дальней космической связи DSS-14 из обсерватории Голдстоун в южной Калифорнии астероид был облучён радиоволнами в микроволновом диапазоне, в результате чего удалось получить самое чёткое радарное изображение этого астероида.

## Физические характеристики
В 1999 году А. Л. Зайцев предложил первую двухчастотную радиолокацию астероида 1998 WT24 по схеме: излучение на волне 3,5 см из Голдстоуна и на волне 6 см из Евпатории, одновременный приём в Медичина, Италия. На обеих частотах обнаружено необычное сочетание высокого, порядка единицы, поляризационного отношения и низкого, не более 10 %, коэффициента отражения, дающее основание для предположения о кометоподобном характере поверхности или о принадлежности астероида к классу E. Также в результате радиолокации астероида удалось определить такие физические характеристики этого тела, которые для большинства других астероидов остаются неизвестными и получить его радарные изображения. В частности были установлены размеры и форма тела (420 x 330 метров) и период его вращения вокруг своей оси, равный 3,7 часа.

## Миссия к астероиду
Астрономы выяснили, что вполне вероятно в обозримом будущем орбита астероида измениться таким образом, что в течение определённого времени он будет лететь практически параллельно Земле, что сделает его очень удобной целью для космических миссий. Несколько раз в десятилетие его сближения с Землёй будут столь удачны, что долететь до него будет проще и экономичнее, чем даже до Луны. Это также сильно повышает ценность этого астероида как цели для возможного промышленного освоения астероида и развития на нём космической индустрии.